# Ouija Shark
Pour plus de détails, voir Fiche technique et Distribution.
Ouija Shark est un film d'horreur américain réalisé par Brett Kelly, sorti en 2020.

## Synopsis
une planche Ouija s’échoue sur une plage. Elle est trouvée par un groupe d’adolescentes, qui s'amusent avec à tenter d'invoquer les esprits. Cela fonctionne bien au-delà de leurs espérances : elles invoquent accidentellement un ancien requin mangeur d’hommes. Il ne faut pas moins qu'un spécialiste de l’occultisme pour débarrasser le monde de ce fantôme qui tue.

## Distribution
- Steph Goodwin : Jill
- Robin Hodge : Kim
- Zoé Towne : Just
- Amy Osborne : Tiffany
- John Migliore : le père de Jill
- Kyle Martellacci : Adolescent
- Kylie Gough : Gypsy
- Fiona Nelson : Maman inquiète
- Staci Marie Lattery : Barman[3].
- Christina Roman : Femme
- Peter Whittaker : Officier de police
- Chad Walls : Officier de police Jeb
- Taryn Waldorf : Adolescente
- Leslie Cserepy : Homme du lavage de voiture
- Simon Wheeldon : Président
- Brett Kelly : Personnage à la capuche (sous le nom de Miles Long)[2]